# リレー・フォー・ライフ
リレー・フォー・ライフ（Relay For Life）は、アメリカ対がん協会（American Cancer Society）が行うチャリティーイベント。全米約5000カ所で毎年開かれ、がんについて啓発し、がん患者の勇気を称え、がん研究や患者支援のために寄付を集めることを目的としている。世界24か国で開催されている。
日本では2006年に始まり、公益財団法人日本対がん協会と各地の実行委員会が主催している。

## 日本のリレー･フォー･ライフ
アメリカ対がん協会のライセンスを受け、公益財団法人日本対がん協会と、地元で構成される実行委員会が主催する。

## 世界のリレー･フォー･ライフ
2014年現在、以下の国で開催されている。
- アメリカ
- カナダ
- ホンジュラス
- ジャマイカ
- グアテマラ
- イギリス
- ポルトガル
- デンマーク
- フランス
- ルクセンブルク
- オランダ
- アイルランド
- ベルギー
- フィリピン
- マレーシア
- 日本
- インド
- アラブ首長国連邦
- オーストラリア
- ニュージーランド
- バミューダ
- 南アフリカ
- ザンビア
- ケニア